# Ceratopsipes

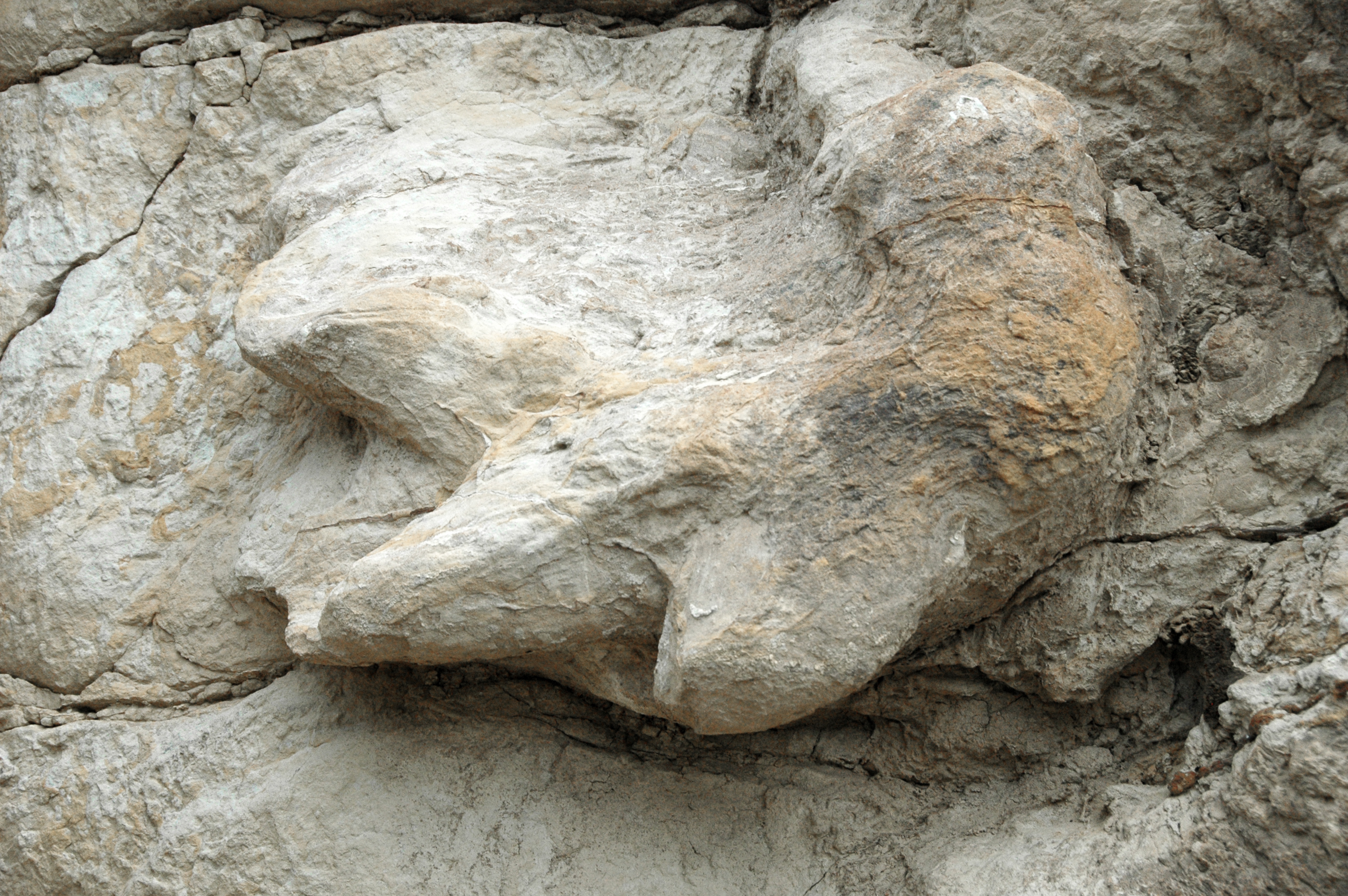
Викопний слід Ceratopsipes goldenensis, Колорадо, США

Ceratopsipes — іхнорід (наукова назва, присвоєна скам'янілому відбитку) великого цератопсидового динозавра, що мешкав у пізній крейдяний період на території західної Північної Америки (сучасний Колорадо, США). Цей іхнотаксон був офіційно описаний у 1995, повна біномінальна назва Ceratopsipes goldenensis. Видова назва буквально означає «стопа рогатого обличчя» (у значенні «рогатих динозаврів»), видова назва відсилає до області під назвою Золотий, де були виявлені скам'янілі сліди. Відкриття було зроблено в осадових відкладеннях геологічної формації Ларамі, віком 68—69 мільйонів років.

## Історія відкриття
Враховуючи вік знахідки та її місце розташування, дуже ймовірно, що ці сліди походять від представників клади цератопсів — «рогатих динозаврів». Іншим кандидатом на власника слідів є торозавр (Torosaurus), скам'янілості якого також знайдені в формації Ларамі. Сліди цього іхнотаксона дозволили вченим краще зрозуміти біомеханіку ходьби великих рогатих динозаврів. Вони пересувалися, тримаючи ноги під тілом, як багато інших динозаврів.

## Розміри
Найбільші відбитки лап мали розміри близько 60 см завдовжки та 80 см завширшки, що приблизно в 1,5 раза більше звичайного розміру для дорослих трицератопсів. Тому не виключено, що власником сліду була гігантська особина, що досягала довжини в межах 10—12 метрів і ваги понад 12 тонн (як правило, великі екземпляри трицератопса досягали довжини близько 9 метрів і ваги близько приблизно від 6 до 10 тонн). На думку деяких палеонтологів, це, ймовірно, був великий, але не надзвичайно величезний екземпляр рогатого динозавра, який нічим не виділявся від діапазону величини великих дорослих родичів. Крім того, слід міг бути штучно збільшений шляхом ковзання ноги по м'якій та слизькій мулистій поверхні.